# Мара Бранкович
Мара Бранкович е съпруга на Мурад II и мащеха на Мехмед II.
Мария е дъщеря на владетеля на Смедеревското деспотство Георги Бранкович. След смъртта на съпруга ѝ Мурад II през 1451 г., неговият наследник Мехмед II потвърждава васалните отношения на Георги Бранкович и Мара Бранкович е върната с почести в родината си.
През 1457 г. Георги Бранкович умира и е наследен от сина си Лазар. Мария бяга на османска територия, опасявайки се за безопасността си. Около 1459 г. Мехмед ѝ дарява Ежово и околните Серски села. По-късно тя получава и бивши манастирски земи около Солун., както и поземлено владение в областта Дубочица около днешен Лесковац. До края на живота си Мехмед се отнася с уважение към нея и многократно я използва като посредник в дипломатическите си контакти. Така в края на 1474 г. с нейно посредничество започват преговори между султана и Венецианската република, които по това време воюват дванадесета поредна година.
Мария Бранкович издейства султански ферман за пренасяне на мощите на свети Иван Рилски от старата българска столица Търновград в Рилския манастир. Шествието, с което през 1469 г. са пренесени мощите, е художествено описано от Владислав Граматик, според когото на преноса им е „западните български земи пак да се осветят и да се напътят към добро“. Мария дарява Рилския манастир и с друго едно от най-ценните му притежания – иконата на Света Богородица. 
Доживява старини и умира на 14 септември 1487 г. в село Ежово.
С личността на Мара Бранкович се свързва вилаетът „Селата на госпожа Деспина“ разположен по долното течение на река Струма и засвидетелстван в османски данъни дефтери от XV—XVI век.

## Изследвания
- Поповић, Михаило Ст. Мара Бранковић: Жена између хришћанског и исламског културног круга у 15. веку.   Нови Сад, Академска књига, 2014. Архив на оригинала от 2023-08-03 в Wayback Machine.
- Ћук, Ружа. Повеља царице Маре манастирима Хиландару и Св. Павлу //  Историјски часопис 24.   1977. с. 103-116.
- Ћук, Ружа. О хронологији писама царице Маре упућених Дубровнику //  Историјски часопис 24.   1977. с. 285-288.
- Ћук, Ружа. Царица Мара //  Историјски часопис 25-26 (1978-1979).   1979. с. 53-97.